# Friedrich Ludwig, furst von Hohenlohe-Ingelfingen
Friedrich Ludwig, furst von Hohenlohe-Ingelfingen, född 31 januari 1746, död 15 februari 1818, var en preussisk general.
Friedrich Ludwig var 1788 överste och anförde i 1792-1793 års fälttåg mot Frankrike med mycken framgång en division samt vann 20 september 1794 den lysande segern vid Kaiserslautern. 1796 blev han generallöjtnant och erhöll befälet över neutralitetskordongen vid Ems. Samma år efterträdde han sin far som regerande furste av Hohenlohe-Ingelfingen. 1804 utnämndes han till guvernör i de frankiska furstendömena. Han förde befälet över den preussiska här, som 14 oktober 1806 besegrades vid Jena. 
Sedan hertigen av Braunschweig samma dag blivit dödligt sårad vid Auerstädt, övertog Friedrich Ludwig en högsta befälet och förde spillrorna av de båda preussiska härarna till Oder, men nödgades 28 oktober samma år att kapitulera med 17 000 man, vid Prenzlau. Då han ej kunde rättfärdiga denna kapitulation, måste han lämna den preussiska tjänsten och bosätta sig i Schlesien, men fördes av fransmännen som krigsfånge till Frankrike, varifrån han dock 1808 återvände till sitt schlesiska slott Slawentzitz. Sitt 1806 mediatiserade furstendöme överlät han åt äldste sonen, eftersom han inte ville stå under württembergsk suveränitet.